# The Boy in the Plastic Bubble
The Boy in the Plastic Bubble ist ein US-amerikanischer Spielfilm im Genre eines Dramas und einer Romanze aus dem Jahr 1976. Die Hauptrollen im Film von Randal Kleiser spielen John Travolta, Diana Hyland, Robert Reed, Ralph Bellamy und Glynnis O’Connor. Im Produktionsteam standen unter anderem Leonard Goldberg und Aaron Spelling (Spelling-Goldberg Productions). Das Drehbuch stammt aus der Hand von Douglas Day Stewart und die Geschichte kommt von Joe Morgenstern und zum Teil von Stewart, die Filmmusik produzierte Mark Snow.
Das Drehbuch basiert auf einer wahren Begebenheit und erzählt die Geschichte von David Vetter, einem 1971 geborenen US-amerikanischen Jungen, der an Severe Combined Immunodeficiency erkrankt war und so keinerlei Abwehrkräfte gegen Viren jeglicher Art entwickeln konnte und im Jahr 1984 verstarb. In den USA wurde er vor allem unter dem Namen „Bubble Boy“ bekannt, weil er sein ganzes Leben in einem sterilen Kunststoffisolator verbrachte.
Der Film, der erstmals am 12. November 1976 im Network von ABC ausgestrahlt wurde, erreichte Gemeinfreiheit und unterliegt somit keinem gesetzlichen Urheberrecht. The Boy in the Plastic Bubble war einer der letzten Filme, die in den Vereinigten Staaten unter der Gemeinfreiheit veröffentlicht wurden.

## Handlung
Tod Lubitch lebt seit seiner Geburt mit einem extrem defizienten Immunsystem, weshalb er in einer völlig sterilen Umgebung aufwachsen muss. Seitdem ihn seine Eltern Mickey und Johnny im Kindesalter aus dem Texas Children’s Hospital geholt haben, verbringt er seine Zeit hauptsächlich in seinem Zimmer, das hermetisch von Bakterien und Viren abgeriegelt und geschützt ist. Auch seine Nahrung wird speziell für ihn vorbereitet, da ihm das Essen außerhalb der Isolation ebenfalls schaden könnte. Körperlichen Kontakt zu anderen Menschen hat er nur über Handschuhe, da er sich ohne diese ebenfalls mit Krankheiten infizieren könnte. Mit fortschreitendem Alter beschließt Tod, mehr von der Außenwelt sehen zu wollen und wünscht sich zudem Kontakt mit Gleichaltrigen. Nachdem er von seinen Eltern in der örtlichen Schule eingeschrieben wurde, kann er diese mit einer speziell angefertigten Schutzkleidung, ähnlich einem Raumanzug, besuchen. Im Teenageralter verliebt sich Tod Lubitch in die Nachbarstochter Gina Biggs und muss sich entscheiden, ob er seine völlige Isolation verlässt, seinem Herz folgt und in den fast sicheren Tod geht oder doch für immer in seiner schützenden Blase bleibt. Nachdem er von seinem Arzt erfahren hatte, dass sein Körper einige wenige Abwehrstoffe produziert hat, die womöglich für ein Leben außerhalb der Isolation reichen könnten, wagt Tod eines Morgens den großen Schritt und verlässt ohne Schutzkleidung den für ihn sicheren Bereich. Als er an seinen noch schlafenden Eltern vorbeigeht und die Haustüre öffnet, kann er erstmals die frische Luft in vollen Zügen genießen. Nach Berührungen mit Blättern und einem Baum geht Tod auf Gina zu, die gerade dabei ist, ihr Pferd zu satteln. Als sie ihn sieht, gesteht er ihr seine Liebe und beide küssen sich. Am Ende steigen beide auf Ginas Pferd und reiten davon, der Soundtrack des Films („What Would They Say“ von Paul Williams), der des Öfteren während einiger Szenen gespielt wird, erklingt auch als beide davonreiten und der Abspann erscheint.

## Drehorte
Der Film wurde vorwiegend in den 20th Century Fox-Studios aber auch am Malibu Lake in Kalifornien sowie an der „William Howard Taft High School“ in Woodland Hills, Los Angeles gedreht.

## Trivia
- In der letzten Szene des Films ist im Hintergrund auf der linken Seite eine mit einem Laken bedeckte Person zu sehen, die dort ohne Notiz der Aufnahmen vorbeigeht.
- Zusammen mit John Travolta drehte Kleiser nur zwei Jahre später die erfolgreiche Musicalverfilmung Grease.
- In Deutschland erschien der Film im Mai 2006 auf DVD, dabei unter dem Titel „Bubble Trouble“.
- John Travolta lebte ab der Dreharbeiten zu The Boy in the Plastic Bubble in einer Beziehung mit der knapp 18 Jahre älteren Diana Hyland, die in dem Spielfilm ihre letzte Filmrolle hatte, sie starb am 27. März 1977 in Los Angeles an Brustkrebs.[1]
- Posthum wurde Diana Hyland für ihre Rolle als aufopfernde Mutter des kranken Tod Lubitch ein Emmy verliehen.
- Mit dem Film Bubble Boy, in dem Jake Gyllenhaal die Hauptrolle spielt, wurde im Jahr 2001 ein Remake des Klassikers aus dem Jahr 1976 geschaffen.
- In zahlreichen Serien und Sendungen wie Saturday Night Live, Simpsons, Mystery Science Theater 3000, Gilmore Girls, Navy CIS, Family Guy, South Park oder Dr. House sowie in Filmen wie The Boys & Girls Guide to Getting Down und Superstar wird auf The Boy in the Plastic Bubble hingewiesen.

## Kritiken
Phil Halls Kritik auf filmthreat.com fiel eher negativ aus „The Boy in the Plastic Bubble is vintage 70s TV cheese. From the tacky décor and clothing to the grueling Paul Williams love song over the closing credits, the film will draw nostalgic chuckles from those who survived that decade.“